# Prezzo
Prezzo é uma comuna italiana da região do Trentino-Alto Ádige, província de Trento, com cerca de 194 habitantes. Estende-se por uma área de 3 km², tendo uma densidade populacional de 65 hab/km². Faz fronteira com Bersone, Pieve di Bono, Castel Condino.